# Chyrvony Bor
Chyrvony Bor (Чырвоны Бор en biélorusse) est une réserve naturelle de Biélorussie. Elle est située dans les raïons de Rassony et de Verkhniadzvinsk du voblast de Vitebsk. La réserve est fondée en 1997 pour la protection des paysages et écosystèmes uniques de la région. Sa superficie est de 0,2 km2. Deux pièces commémoratives biélorusses — une en argent d'une valeur de vingt roubles et une en cupronickel d'une valeur d'un rouble — émises en 2006 avec pour sujet la réserve représentent côté face un Vison d'Europe et côté pile une fleur,.

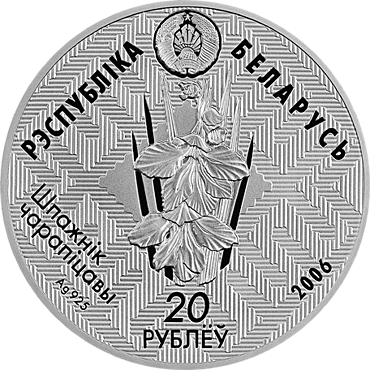
Revers de la pièce commémorative représentant un Glaïeul imbriqué (Gladiolus imbricatus).
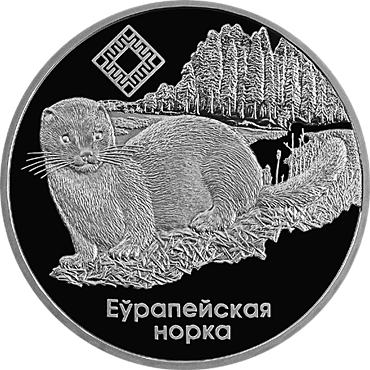
Avers de la pièce commémorative représentant un Vison d'Europe (Mustela lutreola).